# Séptimo
Séptimo és una pel·lícula hispanoargentina de thriller de 2013, produïda per K&S Films i dirigida per Patxi Amezcua sobre el seu propi guió escrit en col·laboració amb Alejo Flah i que va tenir com a principals intèrprets a Ricardo Darín i Belén Rueda. Es va estrenar el 5 de setembre de 2013.

## Sinopsi
Cada dia, Sebastián (Ricardo Darín) recull als seus fills, Luna i Luca, al pis de elia (Belén Rueda), la seva exmuller i juguen a "veure qui arriba abans" a baix: els nens per les escales, el papà per l'ascensor, un joc que a Delia no li agrada. Un dia Sebastián arriba a la planta baixa i els nens no estan i tampoc els troba en buscar-los. Comença a aflorar la por quan rep una trucada telefònica en la qual un segrestador posa preu per a l'alliberament dels seus fills. Sebastián descobreix la fragilitat del seu món i ha de decidir fins a on està disposat a arribar per a reconstruir-lo.

## Repartiment
- Ricardo Darín com Sebastián Roberti.
- Belén Rueda com Delia.
- Luis Ziembrowski com Encarregat de l'edifici.
- Osvaldo Santoro com Comissari Rosales.
- Guillermo Arengo com Rubio.
- Jorge D'Elía com Marcelo Goldsteinm.
- Abel Dolz Doval com Luca.
- Charo Dolz Doval com Luna.

## Taquilla
En els seus primers quatre dies d'estrena a l'Argentina va ser vista per 266.887 espectadors, segons la consultora Ultracine. No va arribar a superar a les dues millors arrencades del cinema argentí, estrenats també aquest mateix any, Metegol amb més de 400.000, i Corazón de León amb 282.647, però va aconseguir superar a diversos altres d'anys anteriors, com Un novio para mi mujer i Bañeros 3. En la primera setmana va tenir 350.728 espectadors, en la segona 245.175 i en la tercera, 149.841 espectadors, en les tres com la pel·lícula més vista. En la quarta setmana va baixar al tercer lloc, amb 100.340 espectadors, sota de Bola de Drac Z: La Batalla dels Déus i Wakolda. El seu total en un mes de projecció va ser de 851.206 entrades.

## Vídeo
Séptimo es va estrenar en DVD al gener de 2014, editat per Blu Shine SRL. Porta com a característiques especials àudio espanyol 5.1 i subtítols en anglès i espanyol.